# Abbi Pulling
Abbi Pulling, née le 21 mars 2003 à Gosberton, est une pilote automobile britannique évoluant en Formule 3 Britannique. Elle a remporté le championnat de F1 Academy en 2024 où elle était soutenue par Alpine.

## Carrière

### Karting
Abbi Pulling fait ses débuts en karting en 2013 à l'âge de 9 ans. Elle forge sa carrière dans le championnat de Grande-Bretagne remportant notamment à deux reprises le championnat national de Super 1 en 2017 et 2018.

### Débuts en Formule 4

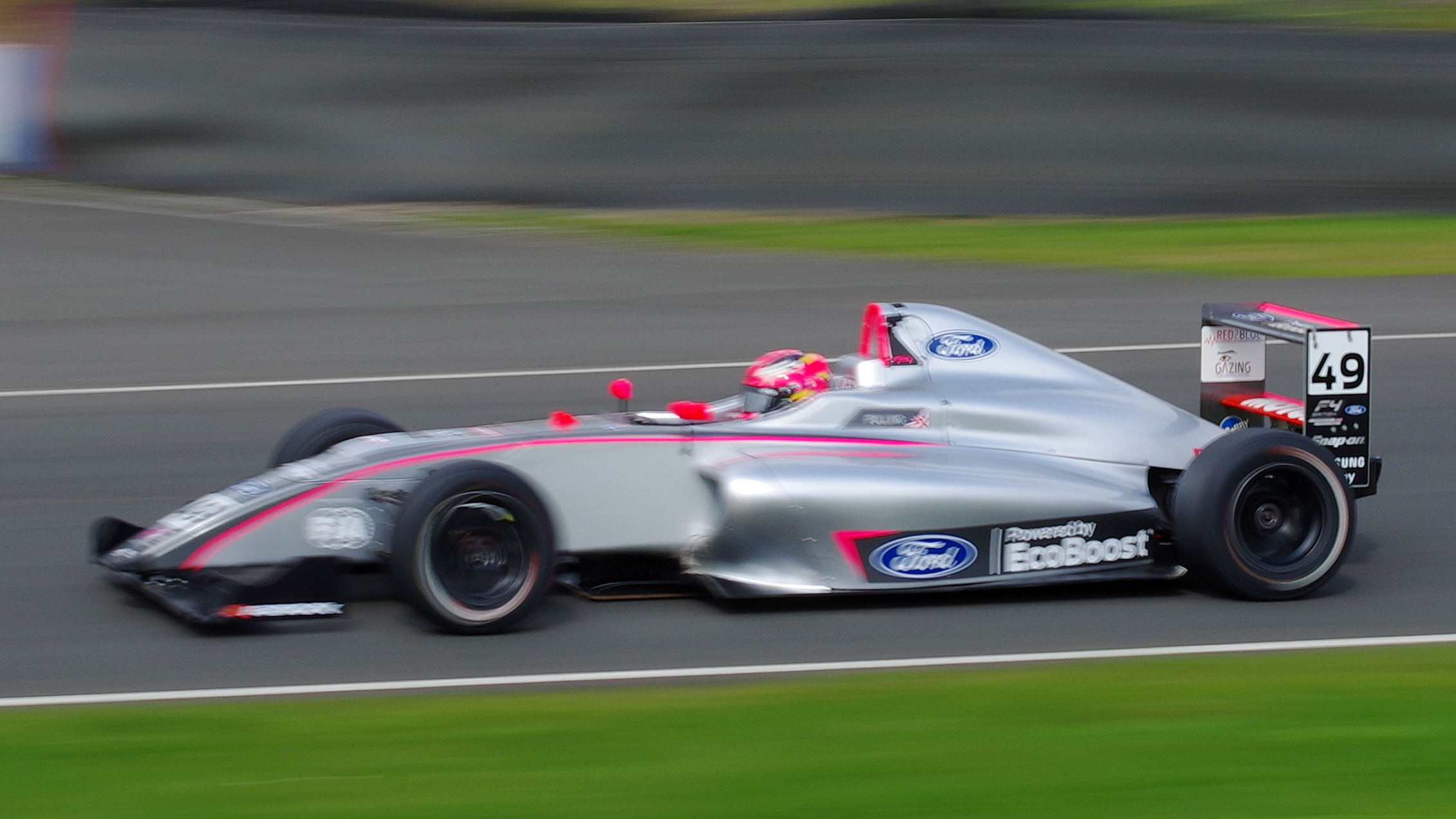
Abbi Pulling en Formule 4 britannique en 2021.

Après avoir roulé en Ginetta Junior Championship puis en Ginetta GT5 Challenge, Pulling fait ses débuts en monoplace en 2020 dans le Championnat de Grande-Bretagne de Formule 4 avec l'écurie JHR Developments. Elle termine sa saison à la sixième place du championnat avec quatre podiums et 191,5 points. La même année, elle dispute une manche en Formula Renault Eurocup dans l'écurie de Fernando Alonso.
En 2021, elle re-signe avec JHR Developments pour une deuxième saison en F4 britannique avec pour ambition de remporter le titre,. Malgré des résultats prometteurs avec notamment trois podiums, elle est contrainte de lâcher son volant en septembre par manque de budget pour terminer la saison.

### W Series

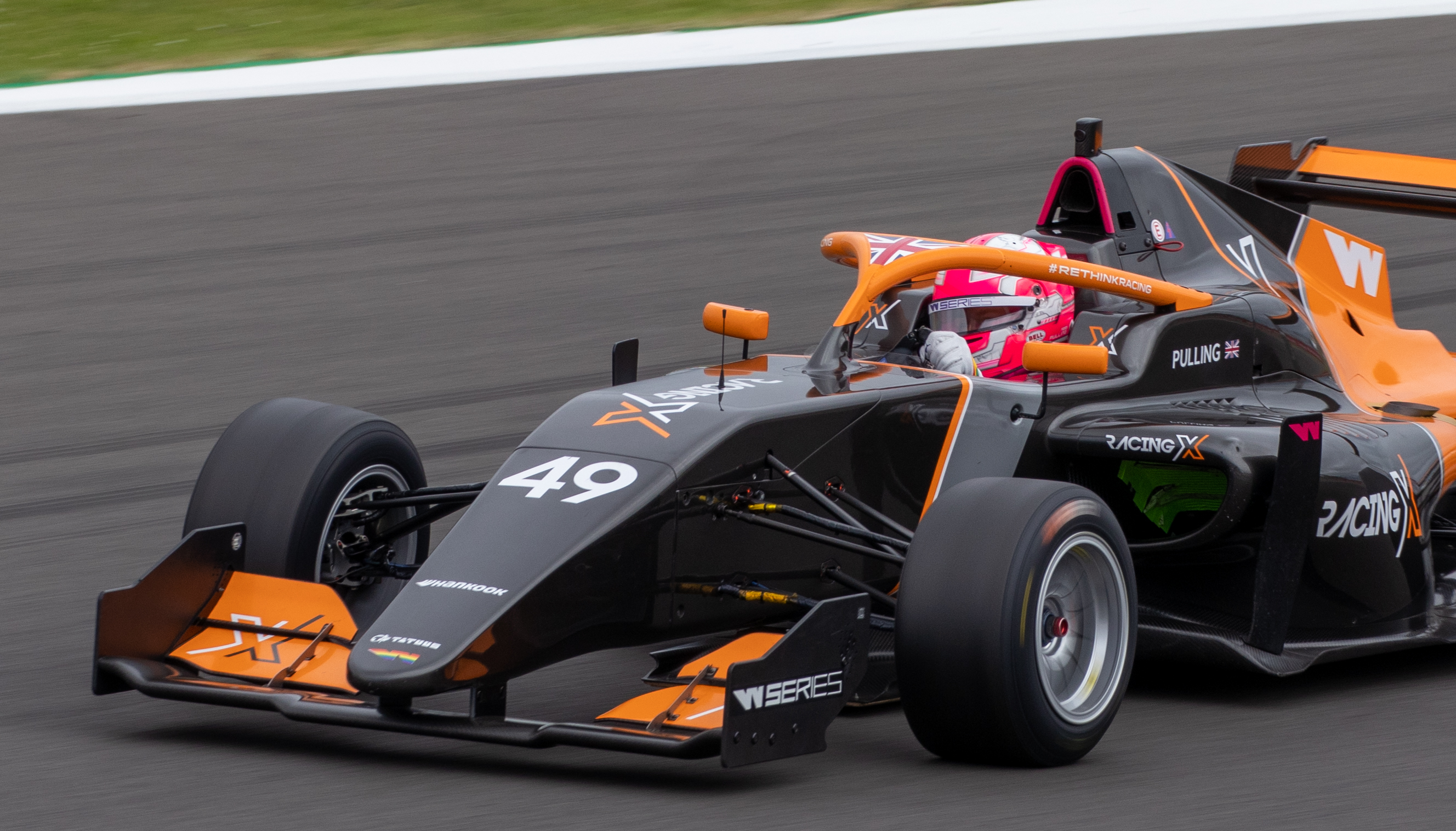
Abbi Pulling en W Series en 2022.

Après avoir pris part à des essais sur le Circuit d'Anglesey (en), Abbi Pulling annonce le 11 juin 2021 faire partie des cinq pilotes de réserves en W Series. Elle fait ses débuts à partir de la troisième manche disputée à Silverstone, c'est là qu'elle fait la connaissance d'Alice Powell. Pour la dernière manche disputée à Austin, Elle réalise la pole position de la première course puis monte sur son premier podium lors de la deuxième course. Elle se classe septième du championnat avec 40 points et se qualifie pour la saison suivante. En 2022, elle dispute sa première saison complète dans le championnat. Elle monte à deux reprises sur le podium à Barcelone et à Silverstone. Elle se classe quatrième du championnat avec 73 points.

### F1 Academy
Après une fin de saison prématuré, la W Series disparait à la fin de la saison 2022. La F1 Academy apparait comme étant un nouveau championnat de Formule 4 réservé aux pilotes féminines. Abbi Pulling rejoint cette nouvelle catégorie avec Rodin Carlin sous les couleurs d'Alpine.
Apparaissant comme favorite pour le titre lors de la saison inaugurale, elle n'obtiendra finalement pas de victoire lors de sa première saison. Elle inscrira 7 podiums et 2 pôles position, lui permettant de terminer à la 5e place du championnat.
Pour la saison 2024, Abbi Pulling reviendra pour une deuxième saison de F1 Academy, toujours avec Rodin et toujours soutenue par Alpine. Elle remportera sa première victoire dès la deuxième course du championnat à Djeddah, à la suite de la pénalité de sa principale concurrente Doriane Pin. Abbi Pulling dominera la suite de la saison, terminant sur le podium lors de chaque course et en remportant 9 des 14 courses du championnat.
Après une deuxième place lors de la première course au Qatar, Abbi Pulling est sacrée championne de F1 Academy avant de voir son titre remis en jeu à cause de la reprogamation de la seconde course du Qatar lors du week-end d'Abu Dhabi, remettant mathématiquement Doriane Pin dans la course au titre. La britannique récupérera facilement son titre dès la séance de qualification en inscrivant les 3 pôles positions. Abbi Pulling terminera donc le championnat avec 121 points d'avance sur sa dauphine.

### Formule 3 Britannique (GB3)
En novembre 2024, la F1 Academy annonce que sa championne obtiendra une saison entièrement financé dans le championnat de GB3 pour qu'elle puisse continuer sa carrière à l’échelon supérieur de la monoplace. Après son titre, Abbi Pulling est confirmé chez Rodin pour la saison 2025 de GB3.  Pour la première course de la saison, elle décroche la cinquième place. Le lendemain, elle termine huitième de la course 2. Cependant, pour la troisième course, elle abandonne dès le premier tour. Pour la manche suivante à Zandvoort, elle termine treizième de la première course. Elle réitère sa position durant la course 2, de nouveau derrière Lorenzo Fluxa.

### Engagement avec l'Alpine Academy
En mars 2022, Abbi Pulling rejoint l'Alpine Academy en tant que pilote affiliée. Dans le cadre du Grand Prix d'Arabie saoudite 2022, elle effectue une démonstration aux côtés d'Aseel Al-Hamad (en) qui devient la première femme d'Arabie saoudite à monter à bord d'une Formule 1. En mars 2025, Abbi Pulling révèle qu'elle ne fait plus partie de l'académie Alpine.

## Résultats en compétition automobile
| Saison | Championnat                 | Écurie               | Courses | Victoires | Pole positions | Meilleurs tours | Podiums | Points | Classement |
| ------ | --------------------------- | -------------------- | ------- | --------- | -------------- | --------------- | ------- | ------ | ---------- |
| 2018   | Ginetta Junior Championship | Total Control Racing | 7       | 0         | 0              | 0               | 0       | 62     | 21e        |
| 2019   | Ginetta GT5 Challenge       | Race Car Consultants | 18      | 0         | 0              | 0               | 0       | 0      | N.C        |
| 2020   | Formule 4 britannique       | JHR Developments     | 26      | 0         | 0              | 0               | 4       | 191,5  | 6e         |
| 2020   | Formula Renault Eurocup     | FA Racing            | 2       | 0         | 0              | 0               | 0       | 0†     | N.C        |
| 2021   | Formule 4 britannique       | JHR Developments     | 18      | 0         | 0              | 0               | 3       | 97     | 14e        |
| 2021   | W Series                    | Puma W Series Team   | 4       | 0         | 1              | 0               | 1       | 40     | 7e         |
| 2022   | W Series                    | Racing X             | 7       | 0         | 0              | 2               | 2       | 73     | 4e         |
| 2023   | F1 Academy                  | Rodin Carlin         | 21      | 0         | 2              | 4               | 7       | 175    | 5e         |
| 2024   | F1 Academy                  | Rodin Motorsport     | 14      | 9         | 10             | 6               | 14      | 338    | Championne |
| 2024   | Formule 4 britannique       | Rodin Motorsport     | 23      | 1         | 0              | 1               | 3       | 130    | 7e         |
| 2025   | Formule 3 britannique       | Rodin Motorsport     | 15      | 0         | 0              | 0               | 0       | 122    | 13e        |

† pilote invitée, inéligible pour marquer des points.